# Affonso Da Costa
Marcos De Sá Affonso Da Costa ist ein brasilianischer Offizier des Heeres, der als Generalleutnant seit 2021 Kommandeur der Streitkräfte der Mission der Vereinten Nationen für die Stabilisierung in der Demokratischen Republik Kongo (MONUSCO) ist.

## Leben
Marcos De Sá Affonso Da Costa begann nach dem Schulbesuch ein Studium der Verwaltungswissenschaften an der Academia Militar das Agulhas Negras, das er mit einem Bachelor abschloss. Er fand zahlreiche Verwendungen als Offizier des Heeres (Exército Brasileiro). Er war zudem Verbindungsoffizier der brasilianischen Truppen der Friedensmission der Vereinten Nationen in Angola UNAVEM III (United Nations Angola Verification Mission III), die zwischen Februar 1995 und Juni 1997 bestand. 2008 wurde er Kommandeur des 2. Dschungel-Infanteriebataillons, das insbesondere für militärische Einsätze zum Umweltschutz im tropischen Regenwald spezialisiert war, und bekleidete diese Funktion bis 2011. Er hatte verschiedene Funktionen inne wie zum Beispiel als Verbindungsoffizier im Militärattachéstab an der Botschaft in Peru sowie der Botschaft in Frankreich. Er besuchte militärische Fortbildungen sowohl am Institut des hautes études de Défense nationale (IHEDN) und am Centre des hautes études militaires (CHEM).
Nachdem Da Costa zwischen 2014 und 2016 Kommandant der Kadetten-Vorbereitungsschule EsPCEx (Escola Preparatória de Cadetes do Exército) war, übernahm er von 2016 bis 2018 den Posten als Kommandeur der 15. Mechanisierten Infanteriebrigade. Danach war er von 2018 bis 2019 Kommandant der Schule für Offiziersfortbildungen EsAO (Escola de Aperfeiçoamento de Oficiais) sowie zwischen 2019 und April 2021 im Generalstab des Heeres EME (Estado-Maior do Exército) Chef für die Vorbereitung der Landstreitkräfte und als solcher zuständig für die Koordinierung der militärischen Ausbildung sowie die Verwaltung der Einsatzfähigkeit und Bereitschaft der brasilianischen Landstreitkräfte. 
Am 8. April 2021 wurde Generalleutnant Affonso Da Costa vom Generalsekretär der Vereinten Nationen António Guterres zum Kommandeur der Streitkräfte der Mission der Vereinten Nationen für die Stabilisierung in der Demokratischen Republik Kongo (MONUSCO) ernannt. Als solcher wurde er zum Nachfolger des ebenfalls aus Brasilien stammenden Generalleutnant Ricardo Augusto Ferreira Costa Neves ernannt, der dieses Amt bis zum 31. März 2021 bekleidete.

## Weblink
- Lieutenant General Marcos De Sá Affonso Da Costa of Brazil - Force Commander for the United Nations Organization Stabilization Mission in the Democratic Republic of the Congo (MONUSCO) auf der Homepage der Vereinten Nationen (8. April 2021)

| Personendaten    | Personendaten                                       |
| ---------------- | --------------------------------------------------- |
| NAME             | Costa, Affonso Da                                   |
| ALTERNATIVNAMEN  | Costa, Marcos De Sá Affonso Da (vollständiger Name) |
| KURZBESCHREIBUNG | brasilianischer Generalleutnant und UN-Kommandeur   |
| GEBURTSDATUM     | 20. Jahrhundert                                     |